# Chalybion tibiale
Chalybion tibiale là một loài côn trùng cánh màng trong họ Sphecidae, thuộc chi Chalybion. Loài này được Fabricius miêu tả khoa học đầu tiên năm 1781.